# Здраво (музичка група)
Здраво је био југословенски и српски диско бенд из Београда. Основан је 1976. а распуштен 1980. године.

## Историјат
Бенд је основан 1976. године од стране диск-џокеја Бобан Петровића. Након што је окупио неколико тинејџера и београдских музичара, Петровић је намеравао да формирао бенд који би изводио диско музику. Да би привукао пажњу медија, Петровић је изабрао назив Здраво по истоименом омладинском часопису, којег је у то време издавала Политика. Прва постава бенда састојала се од Бобана Петровића (вокал, клавијатуре), Драгана Јовановића (гитара, касније члан групе Генерација 5), Бранка Којића (бас гитара, касније члан групе Група I), Властимира Цветковића (бубњеви), вокалисте Боже Јеремића, Владислава Кукоља и Бранка Поповића. Бенд је наступао и са плесачицама из Заира.
Највећи хит бенда била је песма Викенд фобија, објављена 1976. године. Иако је песма након изласка постала хит, од музичких критичара није добила похвале. Убрзо након тога, Јовановић је напустио бенд и формирао нови, Генерацију 5. Након тога, Поповић је позвао тада непознатог гитаристу Момчила Бајагића Бајагу да се придружи бенду. Међутим, Бајага је одбио позив, а нови члан бенда је постао Бранко Пешић Американац.
У августу 1977. године бенд је наступао као једна од првих бендова на концерту Бијелог дугмета на Хајдучкој чесми, а крајем исте године наступали су и на турнеји бенда Индекси. Петровић је у то време био у вези са Слађаном Милошевић и бенд је наступао на њеном дебитантском синглу Ау ау, а Милошевићева је такође често наступала са бендом. Године 1978. распуштена је првобитна постава бенда Здраво, а Петровић је наставио рад у бенду са другим музичарима.
Након издавања сингла Жалба, Петровић је распустио бенд и објавио два сингла, укључујући сингл Морам са Горданом Ивандић, 1979. године.

## Након распуштања бенда
Након распуштања бенда 1980. године, Петровић се посветио соло каријери, издао студијске албуме Жур 1981. и Зора, 1984. године. Албуми ипак нису доживели велики успех. Године 1986. објавио је роман Рокање усмерен на ноћни живот Београда осамдесетих година. Након тога повукао се са јавне сцене и преселио у иностранство, а једно време је био власник шпанског фудбалског клуба ЦА Марбела.
Године 2006. његова песма Препад са албум Жур, рангирана је као 82. на листи Б92 100 најбољих домаћих песама.

## Дисцографија

### Синглови
- "Викенд фобија" / "Родитељски савет" (1977)
- "Диско је права ствар" / "Распуст и крај" (1977)
- "Сугестивни рок" / "Жалба" (1978)
- "Куц-Гуц-Штуц" / "'Ајмо на журку" (1979)
- "Са тобом, Црвена звездо, ја сам јак" / "Балада о шампиону" (1980)